# Serapione (mercedario)
Serapione (Londra, 1179 – Algeri, 14 novembre 1240) fu un mercedario di origini irlandesi o inglesi, morto martire in Algeria; il suo culto come santo fu confermato da papa Benedetto XIII nel 1728.

## Biografia
Serapione nacque da una famiglia nobile legata ad Enrico II d'Inghilterra. Partecipò alle Crociate, durante le quali venne fatto prigioniero a seguito di un naufragio. Nel 1221 conobbe Pietro Nolasco ed entrò nell'Ordine di Santa Maria della Mercede.
Si dedicò all'opera di liberazione degli schiavi cristiani catturati dai saraceni e per questo compì numerosi viaggi in Algeria ove infine subì il martirio ad Algeri, nel 1240.

## Culto
La conferma del culto, già diffuso, da parte di papa Urbano VIII ebbe luogo nel 1625 e venne canonizzato, per equipollenza, il 14 aprile 1728 da papa Benedetto XIII.
La sua memoria liturgica cade il 14 novembre.
Viene invocato contro l'artrosi.